# نادی‌میزدو
نادْیْ‌میزدو (به مجاری:  Nagymizdó) یک شهرداری در مجارستان است که در واش واقع شده‌است. نادی‌میزدو ۶٫۷۶ کیلومتر مربع مساحت و ۱۲۶ نفر جمعیت دارد.